# جسی کاپلی
جسی کاپلی (به انگلیسی: Jesse Capelli) (زادهٔ ۲۱ مهٔ سال ۱۹۷۹) مدل بزرگ‌سال کانادایی و بازیگر پورن است. 

## زندگی‌نامه
جسی کاپلی در سال ۱۹۷۹ ونکوور به دنیا آمد. خودش را در زمان جوانی‌اش به‌عنوان دختری که رفتارهای پسرانه را دوست داشت معرفی می‌کند.
در آوریل ۲۰۰۴ او به عنوان مدل در مجله‌های بزرگ‌سالان ظاهر شد. او در فیلم‌هایش فقط در صحنه‌های «دختر/دختر» یا تنها در شرکت «جنا کلاب» ایفای نقش می‌کند.
طبق گفتهٔ خودش در حال حاضر در کلرادو همراه با شخصی از اوهایو بنام جاش مرل، که دانشجوی مهندسی‌ست، دوست است و با هم زندگی می‌کنند.

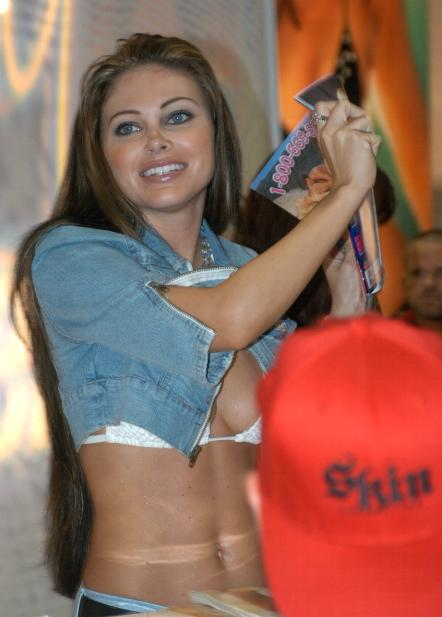
جسی کاپلی

## جوایز
- 2007 AVN Award nominee - Best All-Girl Sex Scene, Video - Deep in Style
- 2007 AVN Award nominee - Best All-Girl Sex Scene, Video - Jenna’s Provocateur